# Oerinbesi
Oerinbesi is een bestuurslaag in het regentschap Timor Tengah Utara van de provincie Oost-Nusa Tenggara, Indonesië. Oerinbesi telt 943 inwoners (volkstelling 2010).